# Zalisți, Dunaiivți
Zalisți (în ucraineană Залісці) este o comună în raionul Dunaiivți, regiunea Hmelnîțkîi, Ucraina, formată numai din satul de reședință.

## Demografie
Componența lingvistică a comunei Zalisți
     Ucraineană (98,65%)
     Rusă (1,35%)
Conform recensământului din 2001, majoritatea populației comunei Zalisți era vorbitoare de ucraineană (98,65%), existând în minoritate și vorbitori de rusă (1,35%).